# Иван Годинович
Иван Годинович (иначе Иван Годенович, Иван Гаденович или Иван Гординыч) — богатырь из былин Владимирова цикла.

## Сюжет
Былины о нём открываются обычным пиром у князя Владимира Красно Солнышко. Иван Годинович, племянник князя Владимира, один сидит на пиру невесел, и на вопрос князя, чем он озабочен, говорит, что хотел бы поехать в Чернигов (в других версиях — в Золотую орду, к ляховинскому королю или в Индию) посватать за себя дочь купца Дмитрия Марью (иначе Настасья, Авдотья «Лебедь белая», Душа Дмитревна). Владимир одобряет его желание и дает ему в товарищи Илью Муромца, Алешу Поповича, Добрыню Никитича и Василия Казимировича, с которыми Дмитрий и едет свататься.
Когда Дмитрий отказывает Ивану Годиновичу в руке дочери, так как она уже просватана за царя Афромея Афромеевича (в других версиях — Фёдора Ивановича с хороброй литвы, царища Вахромеища, Одолища Кошчевича, Кощея Трипетовича), Иван Годинович силой увозит Марью. На пути в Киев дружина Ивана Годиновича встречает звериные следы — вепря, кобылы, тура или лани — и Иван Годинович отсылает сопровождавших его богатырей в погоню за зверями. Оставшись один с невестой, он ложится с нею в шатре, но в это время настигает его Афромей Афромеевич и вызывает на бой. Иван Годинович повалил Афромея, хотел вспороть ему грудь и просит невесту подать ему нож, но Марья помогает Афромею Афромеевичу победить богатыря и привязать его к дереву. Затем Афромей с невестой ложатся в шатре.
В это время прилетает на дерево ворон (иначе два голубя, две лебеди), и человечьим голосом говорит, что не суждено Афромею не владеть Марьей Дмитриевной, а суждено владеть ей Ивану Годиновичу. Разгневанный Афромей Афромеевич пускает в ворона стрелу, которая, обратившись назад, убивает самого стрелка. Марья, опасаясь за свою судьбу, хочет отрубить Ивану Годиновичу голову, но сабля скользнула и рассекла только путы, которыми был связан Иван Годинович. Былина оканчивается жестокой расправой Ивана Годиновича с невестой, которой он сначала отсекает руки, затем ноги, губы и наконец голову.

## Культурный анализ
Согласно «ЭСБЕ», сюжет былины об Иване Годиновиче относится к широко распространенным бродячим сюжетам о неверных женах, невестах, сестрах. Параллели былине указаны исследователями в великорусских сказках и в легендарном рассказе из жития Иосифа Волоцкого по рукописи XVI века. Особенно близка к былине малорусская песня об Иване и Марьяночке, помещенная в сборнике Кольберга. Сходство с былиной простирается не только на детали рассказа, но и на имена (Иван и Марья). Южно-славянские (сербские и болгарские) песни того же сюжета указаны и рассмотрены М. Г. Халанским в его книге: «Великорусские былины киевского цикла». Схожий сюжет в сербских песнях «Бановичь Страхинья», «Марко Кралевич и неверная девушка», болгарской песне об «Искрене и Милице». Профессор Халанский считал вероятным, что великорусская былина об Иване Годиновиче это переделка зашедшей на Русь югославянской песни того же мотива. Польская версия аналогичного сюжета рассказана в хронике Богуфала, а именно в повести о «Вальтеже и Гельгунде», была указана Либрехтом. Восточные индийские однородные рассказы отмечены Теодором Бенфеем. Русский учёный, фольклорист, этнограф, языковед и археолог В. Ф. Миллер предполагал, что в былине об Иване Годиновиче был обработан и приурочен к Владимирову циклу бродячий сказочный сюжет пришедший на Русь с Востока.
Исследователь былинного эпоса В. Я. Пропп критикует утверждение, что сюжет былины — не русский, а пришедший либо с Востока через Византию и южных славян, либо с Запада, а также гипотезу, что былина является поздней и имеет ярко выраженный сказочный характер. По мнению Проппа, былина о Иване Годиновиче, имея ряд отличий от других русских былин (в частности, в отличие от былин о Садко и Михайле Потыке, главный герой не случайно находит суженую, а целенаправленно ищет невесту), но в целом она имеет русские корни, является ранней (а в некоторых частях даже архаичной), а от сказки отличается построением сюжета и идейной направленностью.